# Psathyrella tuberculata
Candolleomyces tuberculatus
Espèce
Synonymes
- Hypholoma tuberculatum Pat. 1899 (basionyme)[1],[2]
- Stropharia tuberculata (Pat.) Morgan, 1908[1]
- Psathyrella tuberculata (Pat.) A.H. Sm., 1972[1]
- Candolleomyces tuberculatus (Pat.) D. Wächt. & A. Melzer, 2020[1],[3]

Psathyrella tuberculata est une espèce de vrais champignons (Eumycètes) de la famille des Psathyrellaceae. Il s'agit d'un champignon tropical comestible présent à l'Est des Amériques et en Afrique de l'Ouest. En 2020, une étude de la famille des Psathyrellaceae le place dans le genre Candolleomyces sous le nom Candolleomyces tuberculatus.

## Description

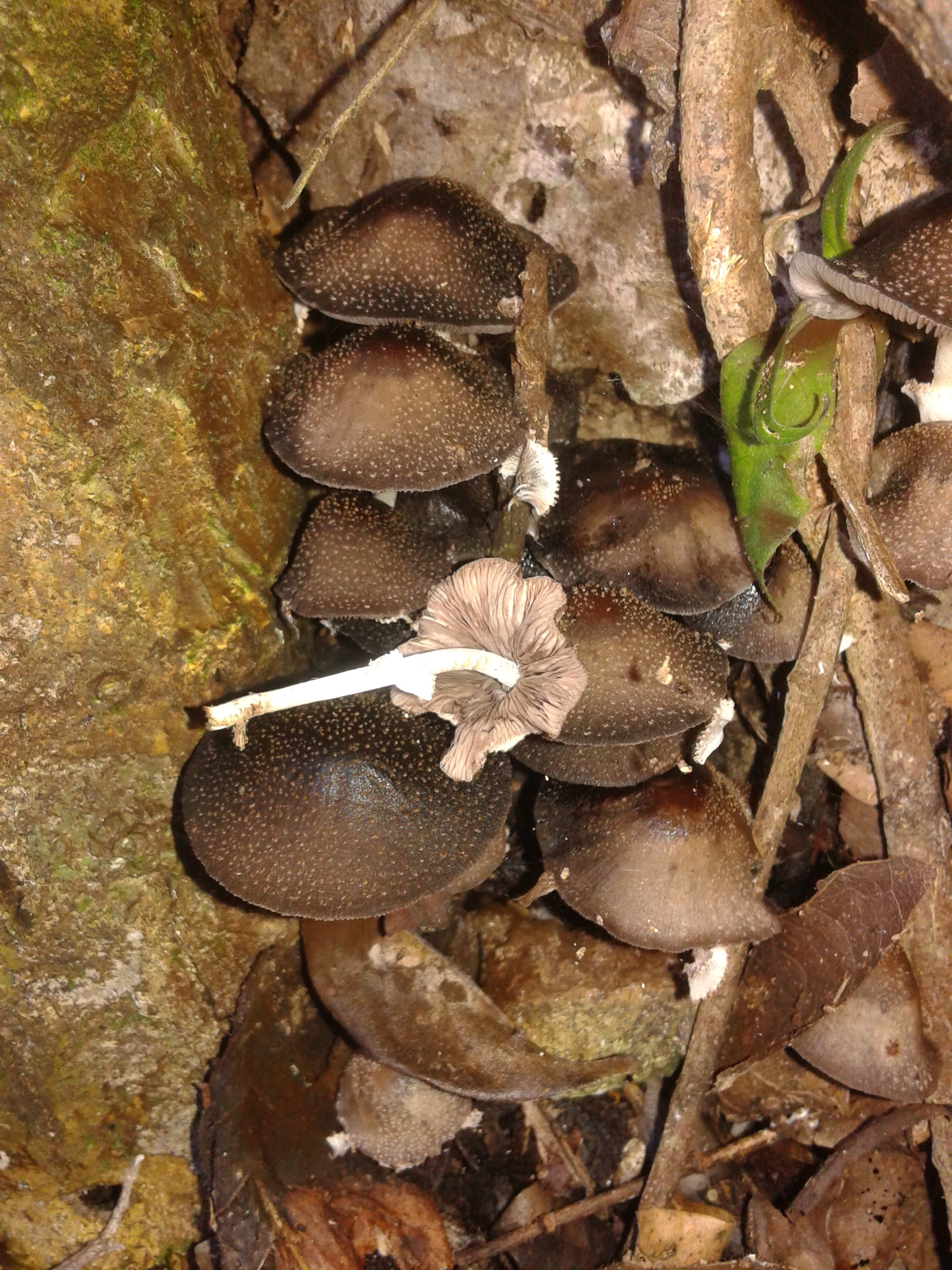
Psathyrella tuberculata (Puerto Rico)

Les sporophores (partie d’un champignon sortant du sol) forment des touffes. Un champignon est rarement isolé. Le chapeau mesure de 2,5 à 4 cm de diamètre, il est mince, subglobuleux à ovoïde puis convexe. La marge du chapeau est infléchie puis incurvée, irrégulièrement ondulée, striée. Il peut y avoir un mamelon plus prononcé au centre du chapeau. Le revêtement est brun à l’état humide, blanc à blanchâtre sali à la marge, crème à brun clair vers le centre du chapeau, parfois taché de brun foncé, glabre à l’exception de fines écailles blanches granuleuses. Le pied mesure 3,1-9,3 × 0,2-0,5 cm, il est central, droit ou courbé à la base, creux et blanc. Ce pied porte un anneau simple (que les autres espèces du genre Psathyrella n’ont pas), fixe, mince, fragile, blanc, dont la marge est souvent salie de brun. Les lamelles (zone sous le chapeau) sont serrées entre elles, blanches à brun rougeâtre. L’odeur du champignon est agréable, son goût, prononcé, aussi. Ce champignon se nourrit de matière végétale en décomposition qu’il dégrade (écologie dite saprophyte).

## Distribution et habitat
Psathyrella tuberculata a une distribution assez vaste autour de l'océan Atlantique allant de l'Est de l'Amérique du Nord à l'Est de l'Amérique du Sud ainsi qu'à l'Ouest de l'Afrique. En Afrique, il est présent du Sénégal à l’Ouganda voire jusqu'au Rwanda, en passant par la Côte d’Ivoire et le Bénin et le Sud du Mali. On le trouve surtout sur du bois mort en forêt dense humide, de montagne, ou en forêt secondaire.

## Usages
C’est l'un des champignons comestibles les plus consommés et commercialisés de Côte d'Ivoire. Abondamment récolté, notamment en période de saison des pluies (un moment où les disettes sont courantes) et constituant ainsi une denrée alimentaire importante. De plus, ce champignon est l'un des plus protéiques et riches en sucres (en % de la masse totale) de ce pays. Et comme il est faible en calories, il est idéal pour équilibrer un régime trop gras. Dans la pharmacopée traditionnelle, il est broyé et le jus utilisé pour traiter des maux d'oreilles et d’yeux.

## Taxonomie
Cette espèce, décrite par Narcisse Théophile Patouillard en 1899 à partir d'une récolte effectuée en Guadeloupe sur de vieux troncs d'Hura crepitans est placée au sein du genre Psathyrella par Alexander Hanchett Smith en 1972 puis recombinée au sein du genre Candolleomyces par Wächter et Melzer en 2020. Ce dernier déplacement est justifié par le fait que le genre Candolleomyces est caractérisé par l'absence de cystides sur les faces des lames (nommées pleurocystides), contrairement à Psathyrella.